# لانجنزرسدورف
لانجنزرسدورف هي بلدة في منطقة كورنبرج في النمسا السفلى، النمسا.